# Simca Aronde
O Simca Aronde é um automóvel que foi fabricado pela montadora francesa Simca de 1951 a 1964. Foi o primeiro design original da Simca (os modelos anteriores eram todos, em maior ou menor grau, baseados em Fiats), bem como o primeiro carro monobloco da empresa. "Aronde" significa "andorinha" em francês antigo e foi escolhido como o nome do modelo porque o logotipo da Simca naquela época era uma andorinha estilizada.

## As três gerações
Houve três gerações do modelo: o 9 Aronde, produzido de 1951 a 1955, o 90A Aronde, produzido de 1955 a 1958, e o Aronde P60, que estreou em 1958 e continuou até ser descontinuado em 1964. Cerca de 1,4 milhão de Arondes foram produzidos no total, e esse modelo sozinho é o grande responsável por fazer da Simca a segunda maior montadora francesa no final da década de 1950.

## Simca 9 Aronde
O primeiro Aronde estreou na primavera de 1951, mas inicialmente apenas algumas centenas de carros de pré-produção foram distribuídos para compradores "cobaias" cuidadosamente selecionados, e a versão completa de produção foi finalizada apenas a tempo para o Salão do Automóvel de Paris, ficando disponível para venda em outubro de 1951. A versão completa de produção incorporou várias mudanças de detalhes quando comparada aos carros de pré-produção em massa, incluindo um material alterado para as capas dos assentos e um painel de plástico moldado que na época parecia muito moderno quando comparado ao painel de metal do concorrente mais óbvio do Aronde, o Peugeot 203. Poucos meses depois, no início de 1952, foi encontrado espaço para posicionar a bateria sob o capô: nos primeiros carros, a bateria era armazenada sob o banco dianteiro.
O Aronde foi equipado com um motor de 1221 cc e 45 cv montado na frente do modelo Simca anterior, o Simca 8, com alimentação de combustível fornecida por um carburador Solex 32. A potência era entregue às rodas traseiras por meio de uma caixa de câmbio manual tradicional de quatro velocidades incorporando sincronizadores nas três principais relações. O carro tinha suspensão independente na frente usando molas helicoidais, com um eixo vivo na traseira, suspenso usando molas de lâmina semielípticas. Freios a tambor de 250 mm operados hidraulicamente foram usados em todas as rodas.
O único estilo de carroceria oferecido no lançamento de outubro de 1951 foi um sedã de quatro portas, mas outras configurações logo ficaram disponíveis, como a perua de três portas (inicialmente chamada de "Aronde commerciale" e depois de "Châtelaine") com uma porta traseira dividida horizontalmente. Havia também um furgão, chamado de "Messagère", e um "commerciale semi-vitrée" - parte furgão e parte perua - ficou disponível em 1953. De mais interesse para os colecionadores é o cupê de duas portas construído pela encarroçadora Facel. O cupê construído pela Facel foi substituído em 1953 por um cupê baseado na carroceria do sedã Aronde, chamado Grand Large, apresentando uma grande janela traseira envolvente de três peças e um efeito de janela lateral "sem pilares" quando ambas as janelas laterais eram abaixadas.
Uma conversão de conversível de duas portas, preparada pela encarroçadora Figoni, foi apresentada ao público para o ano modelo de 1953 em uma exibição envolvendo bailarinas, mas provou ser impossível conferir rigidez estrutural suficiente a este carro sem penalidades inaceitáveis de custo e peso, e o conversível Aronde de Figoni nunca foi produzido para venda.
O Salão do Automóvel de 1952 viu vários fabricantes tentando ampliar o apelo das linhas tradicionais com versões simplificadas oferecidas a um preço reduzido. A tendência parece ter sido iniciada pela Renault com seu 4CV Service, e eles foram rapidamente seguidos por outras montadoras, incluindo Rosengart e Simca. O "Aronde Quotidienne" da Simca foi oferecido a partir de janeiro de 1953 com um preço anunciado de 630.000 francos, o que foi uma economia de 45.000 em relação ao modelo básico anterior (confusamente marcado, mesmo então, como "Aronde Berline Luxe"). O interior do Quotidienne foi simplificado e o aquecedor desapareceu, assim como a maior parte do acabamento externo. No entanto, os contornos cromados dos faróis permaneceram no lugar: o mais importante também é que os compradores do "Aronde Quotidienne" ainda podiam escolher entre toda a linha de cores de carroceria oferecidas no "Aronde Berline Luxe". A empresa fez questão de enfatizar que o Aronde simplificado não era tão simplificado quanto o Renault Frégate Affaires (disponível apenas em preto), o Renault 4CV Service ou o Rosengart Artisane (estes dois últimos oferecidos apenas em cinza).
O 9 Aronde foi bem recebido, especialmente na França. Demorou apenas até 17 de março de 1953 para que a produção total deste modelo na fábrica de Nanterre passasse de 100.000.
O extravagante chefe da empresa, Henri Pigozzi, estava profundamente ciente da publicidade que poderia ser gerada pela mania de corridas de quebra de recordes. Em maio de 1952, um Aronde quebrou cinco recordes internacionais ao cobrir uma distância de 50.000 km a uma velocidade média de 117 km/h, e em agosto de 1953 outro Aronde, selecionado aleatoriamente da linha de produção, retornou ao circuito de Montlhéry para uma nova tentativa de recorde, onde durante o curso de quarenta dias e quarenta noites o carro cobriu 39.242 voltas, o que representou 100.000 km a uma velocidade média de mais de 104 km/h. Essa conquista, que envolveu a quebra de mais de 30 recordes internacionais, foi realizada sob a supervisão do Automóvel Clube da França.
Um carro testado na França pela revista britânica Motor em 1951 tinha uma velocidade máxima de 118,9 km/h e podia acelerar de 97 km/h em 30,2 segundos. Um consumo de combustível de 12 km/L foi registrado. O carro de teste foi relatado como custando 970 francos no mercado francês. Não estava disponível no Reino Unido na época, mas o preço foi convertido para £ 657.

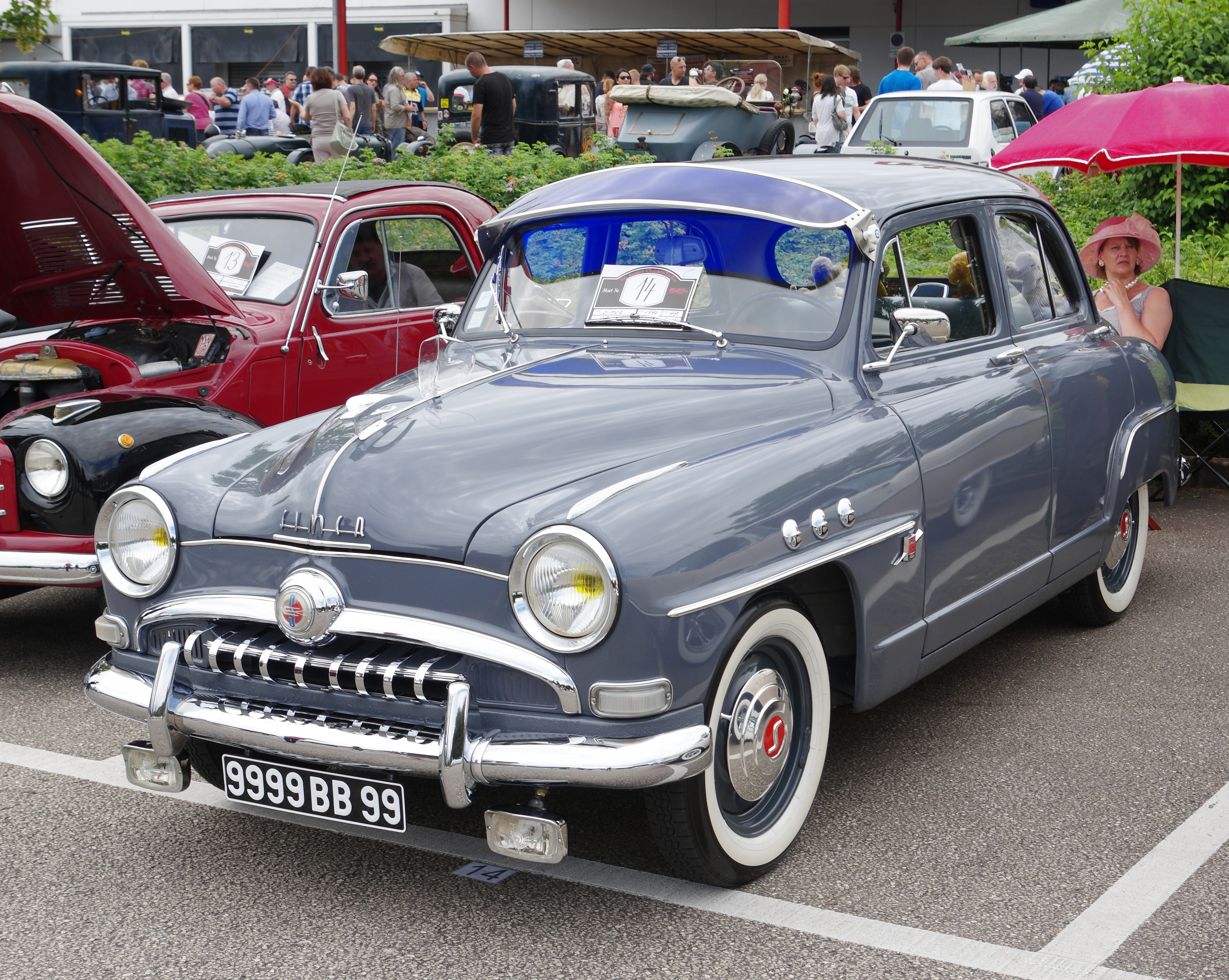
Simca 9 Aronde sedã
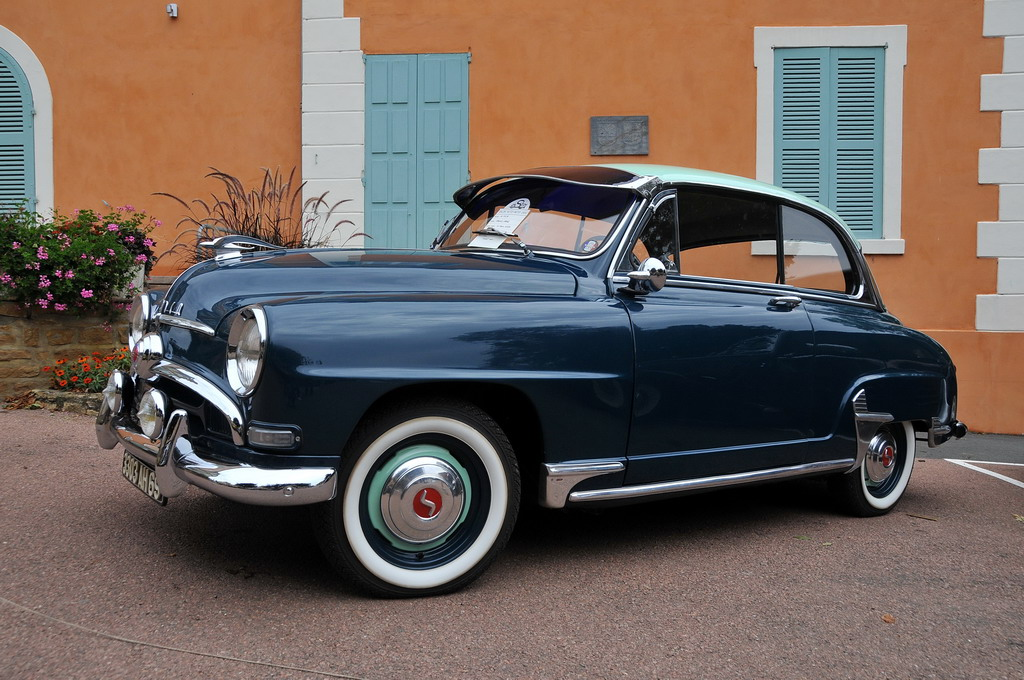
Simca 9 Aronde Grand Large
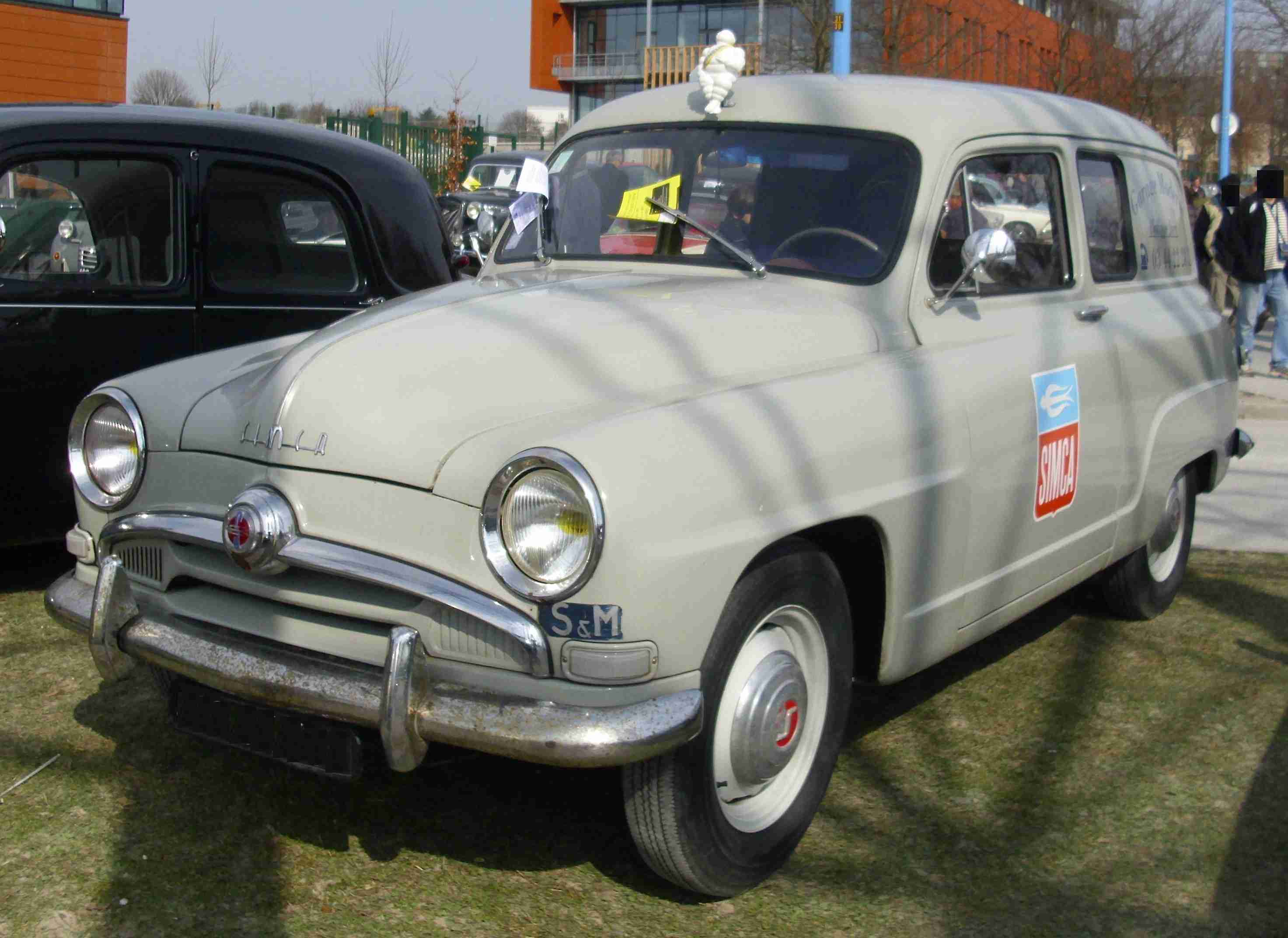
Simca 9 Aronde Messagère

## Simca 90A Aronde
A segunda geração do Aronde estreou em outubro de 1955. O novo Aronde agora era equipado com o motor Flash de 1290 cc não classificado e recém-nomeado. A unidade manteve o curso do cilindro de 75 mm do motor anterior, mas o diâmetro do cilindro foi aumentado para 74 mm. O carburador Solex 32 não foi alterado, mas uma taxa de compressão elevada proporcionou um pequeno aumento na potência máxima reivindicada que, para os modelos exibidos no salão do automóvel em outubro de 1955, agora era dada como 45 cv a 4.500 rpm ou 48 cv a 4.800 rpm (e mais em algumas versões de baixo volume mais altamente ajustadas).
Externamente, o Aronde de 1956 tinha uma carroceria do 9 Aronde atualizada, com extremidades dianteira e traseira remodeladas. Um alongamento muito leve do carro na parte traseira tornou possível posicionar o pneu sobressalente sob o assoalho do porta-malas, o que permitiu um aumento substancial na capacidade de bagagem utilizável.
Novos níveis de acabamento, comercializados como Elysée e Montlhéry (nomeados em homenagem ao Autodrome de Montlhéry) apareceram. Os furgões "Commerciale" e "Messagère" permaneceram disponíveis, com uma versão de 45 cv do motor "Flash" de 1,3 litro. Elas receberam o código de modelo 90K.ref name="olyslager">Miller, Denis N. (1972).  Vanderveen, Bart H., ed. A Source Book of Commercial Vehicles. London: Olyslager Organisation, Ward Lock Limited. p. 106. ISBN 0-7063-1286-4</ref> Uma perua Aronde Chatelaine de 3 portas e uma picape Aronde Intendante também foram oferecidas.
Em janeiro de 1957, o 500.000º Aronde foi feito, e os carros agora eram exportados até mesmo para os Estados Unidos. Em outubro de 1957, duas novas versões se juntaram à linha Aronde: o Océane, um conversível de 2 lugares, e o Plein Ciel, um cupê de 2 lugares, ambos com carrocerias da Facel.
Um Aronde Elysee foi testado pela revista britânica The Motor em 1956 e foi registrado como tendo uma velocidade máxima de 132,9 km/h e podia acelerar de 97 km/h em 23,9 segundos. Um consumo de combustível de 11 km/L foi registrado. O carro de teste custou £ 915, incluindo impostos no mercado do Reino Unido. Em 1960, eles também testaram um dos modelos Montlhéry. Este tinha uma velocidade máxima ligeiramente maior de 134,5 km/h, aceleração mais rápida de 97 km/h em 19,6 segundos e um melhor consumo de combustível de 12 km/L. O carro de teste custou £ 896, incluindo impostos no mercado do Reino Unido.

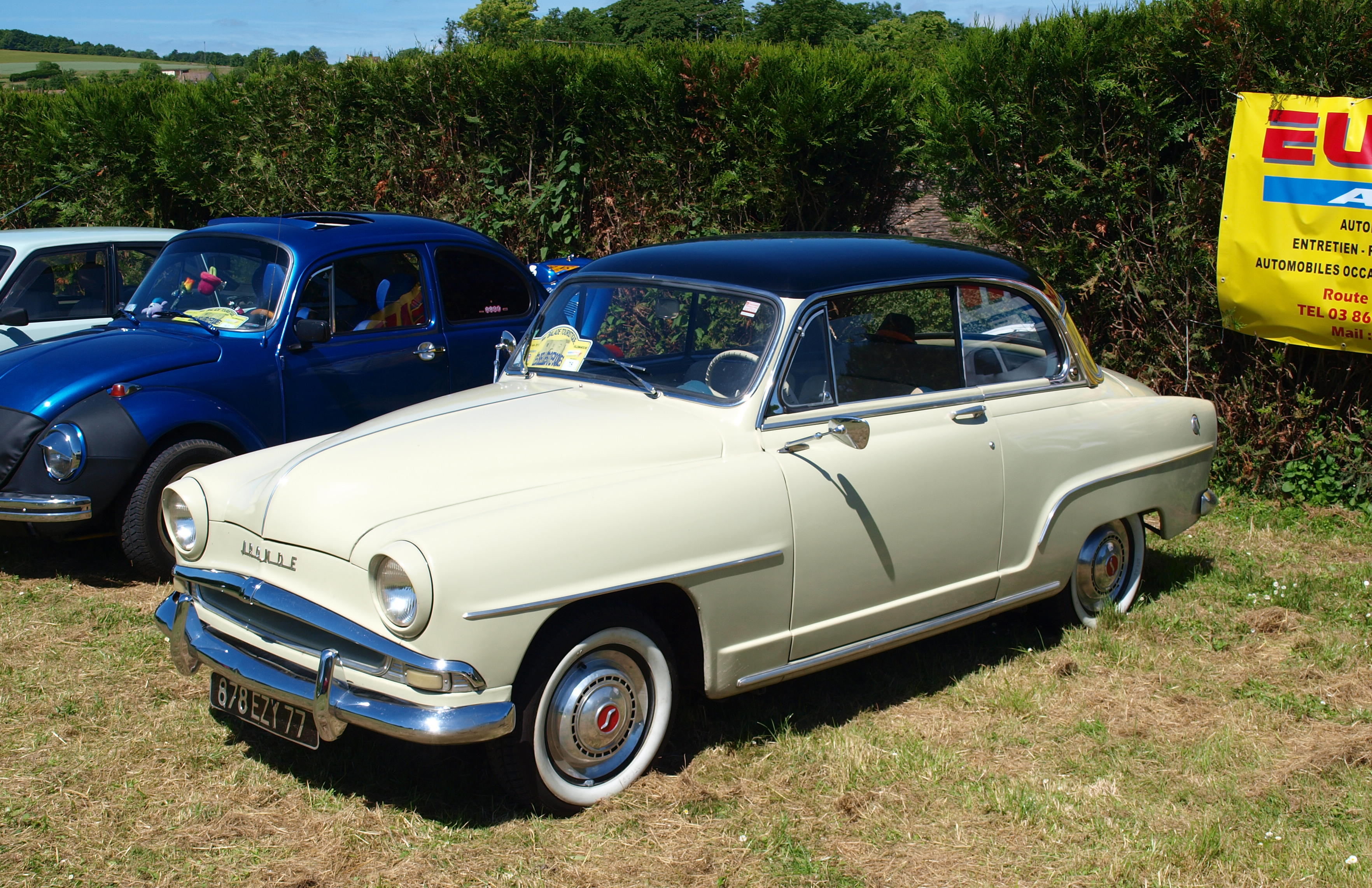
Simca 90A Aronde Grand Large
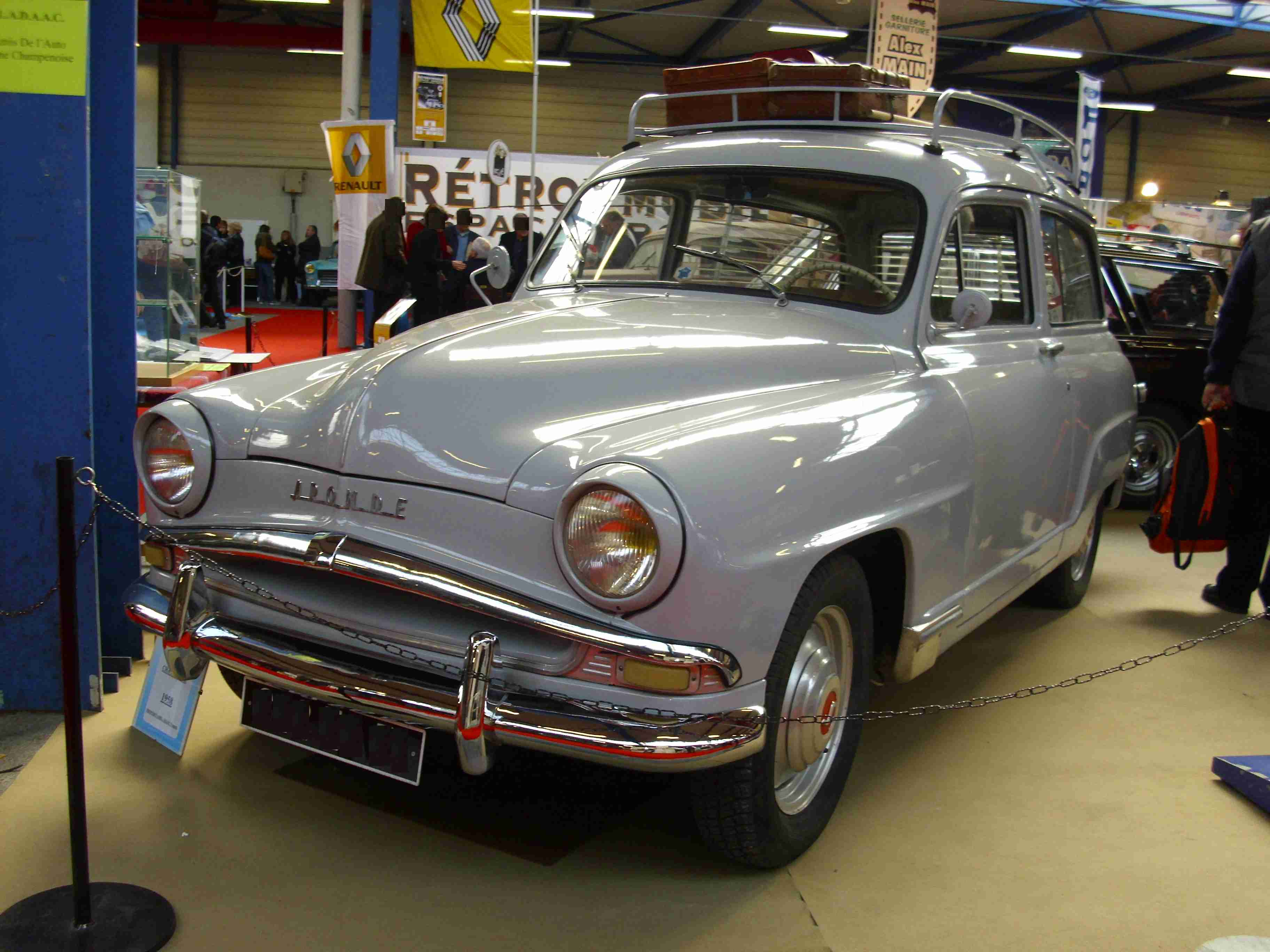
Simca 90A Aronde Chatelaine 1958
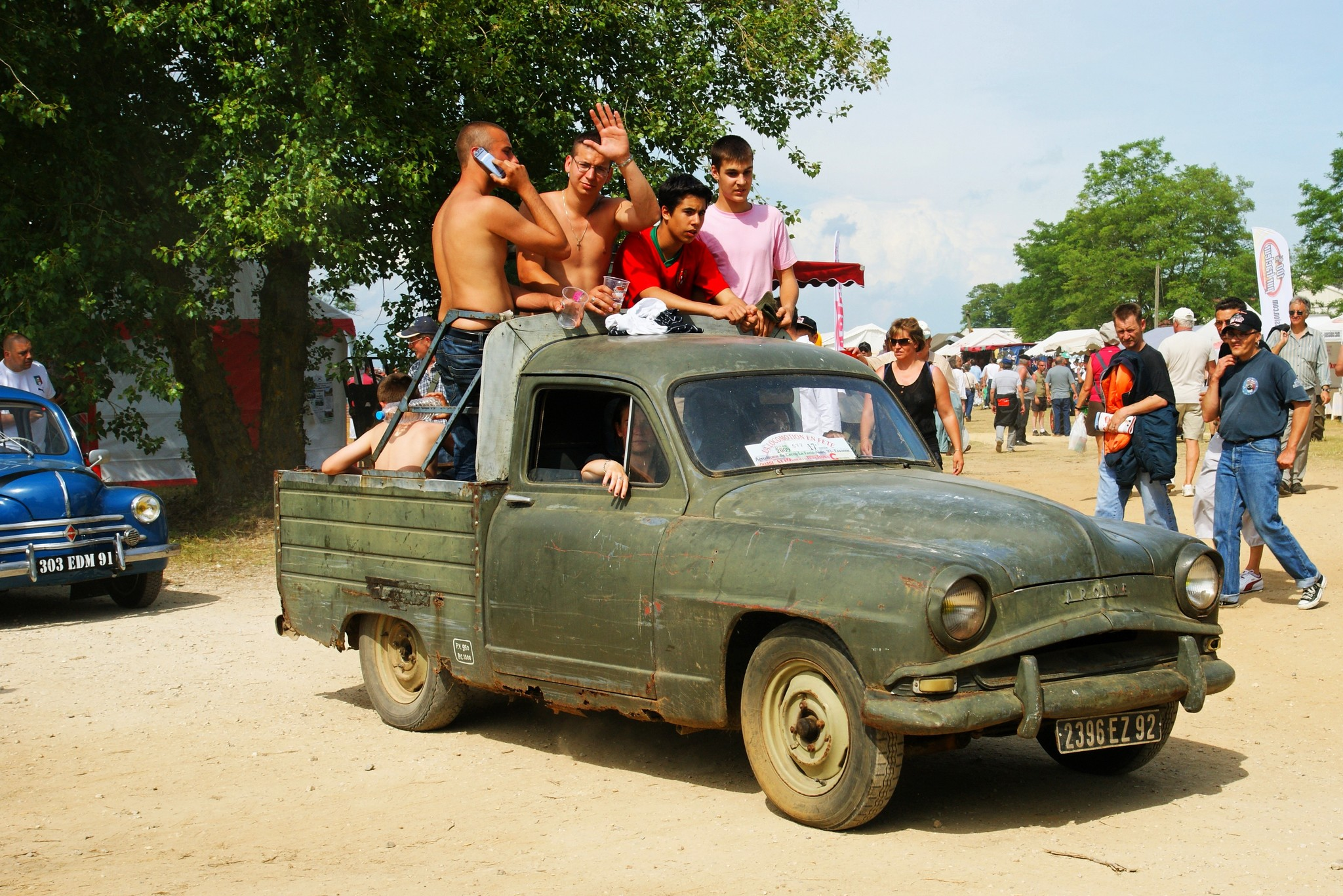
Simca 90A Aronde Intendante
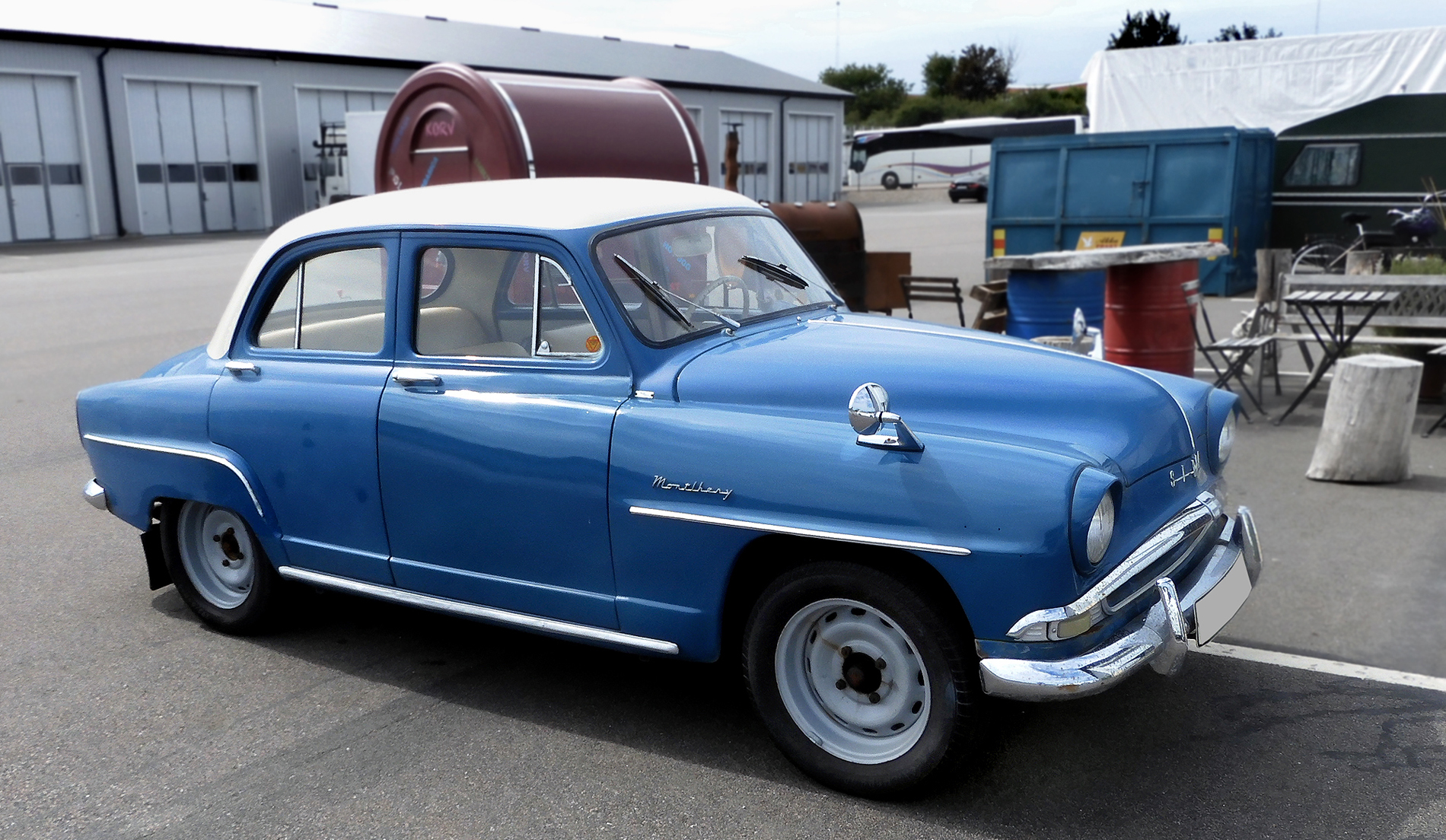
Simca 90A Aronde Montlhéry 1957

## Simca Aronde P60
Os sedãs P60 Aronde, apresentados no Salão do Automóvel de Paris em outubro de 1958, vieram com uma nova carroceria de aparência moderna. A distância entre eixos de 2.440 mm não foi alterada e, além de uma linha de teto ligeiramente rebaixada, a parte central da carroceria ainda era amplamente semelhante à do Aronde original de 1951, mas os discretos rabos de peixe traseiros e as lanternas traseiras foram remodeladas, assim como os faróis, colocados em ambos os lados de uma grade maior na frente. Mecanicamente, pouco havia mudado: mais inovadora era a ampla gama de versões e permutações agora oferecidas, com os clientes podendo escolher entre uma variedade de motores oferecendo quatro níveis diferentes de potência (40, 45, 47 ou 57 cv) e uma lista de opções que incluía até estofamento de couro e uma embreagem "Simcamatic".

### Uma proliferação de nomes
Em linha com a determinação do fabricante em oferecer mais opções aos clientes, o Simca Aronde P60 foi oferecido com vários nomes. Os seguintes carros compartilhavam a mesma distância entre eixos e a mesma pegada de comprimento/largura:
- Simca Aronde P60 Élysée: sedã de 4 portas 1290 cc (7CV) 48 cv
- Simca Aronde P60 Grand Large: "Coach panoramique" (teto rígido de 2 portas) 1290 cc (7CV) 48 cv
- Simca Aronde P60 Montlhéry: sedã de 4 portas 1290 cc (7CV, maior compressão) 57 cv
- Simca Aronde P60 Monaco: "Coach panoramique" (teto rígido de 2 portas) 1290 cc (7CV, maior compressão) 57 cv
- Simca Aronde P60 Châtelaine: perua de 3 portas[19] 1290 cc (7CV) 45 cv

Embora os motores não tenham mudado, comparações diretas entre o Aronde P60 Élysée e o modelo anterior revelaram uma pequena deterioração no desempenho geral de ponta, que foi atribuída a várias "melhorias" no perfil geral do carro que, juntas, reduziram a eficiência aerodinâmica da carroceria. O Aronde Châtelaine (perua) nesta fase manteve a carroceria do Aronde 90A Châtelaine anterior, mas em 1960 uma versão de perua mais luxuosa, denominada Simca Aronde P60 Ranch, combinava a nova parte frontal (semelhante, de acordo com uma fonte, ao Ford Thunderbird 1957) do novo Aronde P60 com a parte traseira da geração anterior de peruas Aronde.

### Ampliando a autonomia
O anúncio do Aronde P60 coincidiu com a ressurreição do antigo motor de 1090 cc (6CV) visto pela última vez no Simca 8 antes que o modelo recebesse um motor maior em 1949. A antiga unidade de 6CV agora estava instalada em um Simca Aronde de especificação reduzida, mas os corpos desses Arondes de mercado inferior ainda, nesta fase, eram os do 90A Aronde de 1955-58, e não do novo Aronde P60. O curso do cilindro dos dois motores era o mesmo, mas o diâmetro na unidade de 1090 cc era menor e, em troca de um nível de desempenho bastante anêmico, os compradores desfrutaram de uma pequena melhoria no consumo de combustível. O carro, conhecido como Aronde Deluxe Six, tinha um preço agressivo de 598.000 francos, o que lhe permitiu competir com o popular Renault Dauphine, cujos preços listados começavam em 594.500 francos.
A "antiga" carroceria do Aronde também estava disponível com a unidade de 1290 cc (7CV) instalada nos novos Aronde P60s, e nesta forma o carro era conhecido como Aronde Super Deluxe.
Um ano depois, os Arondes de nível de entrada tiverem a carroceria P60 que os outros modelos receberam em 1958, e os carros de 1960 exibidos no Salão do Automóvel de Paris em outubro de 1959 combinaram as carrocerias mais novas com os motores e as especificações reduzidas dos modelos de nível de entrada do ano anterior. O preço também subiu, com o Aronde Deluxe Six de nível de entrada agora listado a 6.050 francos novos para um sedã básico, enquanto o Renault Dauphine básico ainda estava listado a menos de 6.000 francos novos. As mudanças para o ano modelo de 1960 também envolveram mais nomes, e os três modelos Aronde de baixo custo agora eram nomeados da seguinte forma:
- Simca Aronde P60 Deluxe six: sedã de 4 portas 1090 cc (6CV) 40 cv
- Simca Aronde P60 Étoile six: sedã de 4 portas 1090 cc (6CV) 40 hp (apresentando suspensão traseira mais sofisticada)
- Simca Aronde P60 Étoile sept: sedã de 4 portas 1290 cc (7CV) 48 cv

Depois disso, a antiga carroceria do Aronde foi restringida a um único modelo, o Simca Deluxe sept, também conhecido como "Aronde Outremer", pois era destinado à venda no exterior, principalmente na Argélia, na época devastada por uma guerra cada vez mais acirrada pela independência.

### Motores
Um novo motor, a unidade Rush 1290 cc, com as mesmas dimensões de cilindro de antes, mas agora incorporando um virabrequim de cinco mancais, foi instalado no Arondes a partir de outubro de 1960. Uma ampla linha de saídas de potência para o novo motor foi oferecida de acordo com o modelo, variando inicialmente de 48 cv a 57 cv.. Durante esse período, combustíveis de octanagem mais alta estavam se tornando a norma em postos de gasolina em toda a França, e algumas das saídas de potência alteradas estavam correlacionadas com taxas de compressão alteradas. A situação é ainda mais complicada por mudanças na base para calcular a saída de potência na França (e em outros lugares da Europa) no final da década de 1950.
Uma versão de 70 cv do motor, chamada Rush Super M, estreou em setembro de 1961 em dois modelos - o sedã Montlhéry Spéciale e o cupê de teto rígido Monaco Spéciale.

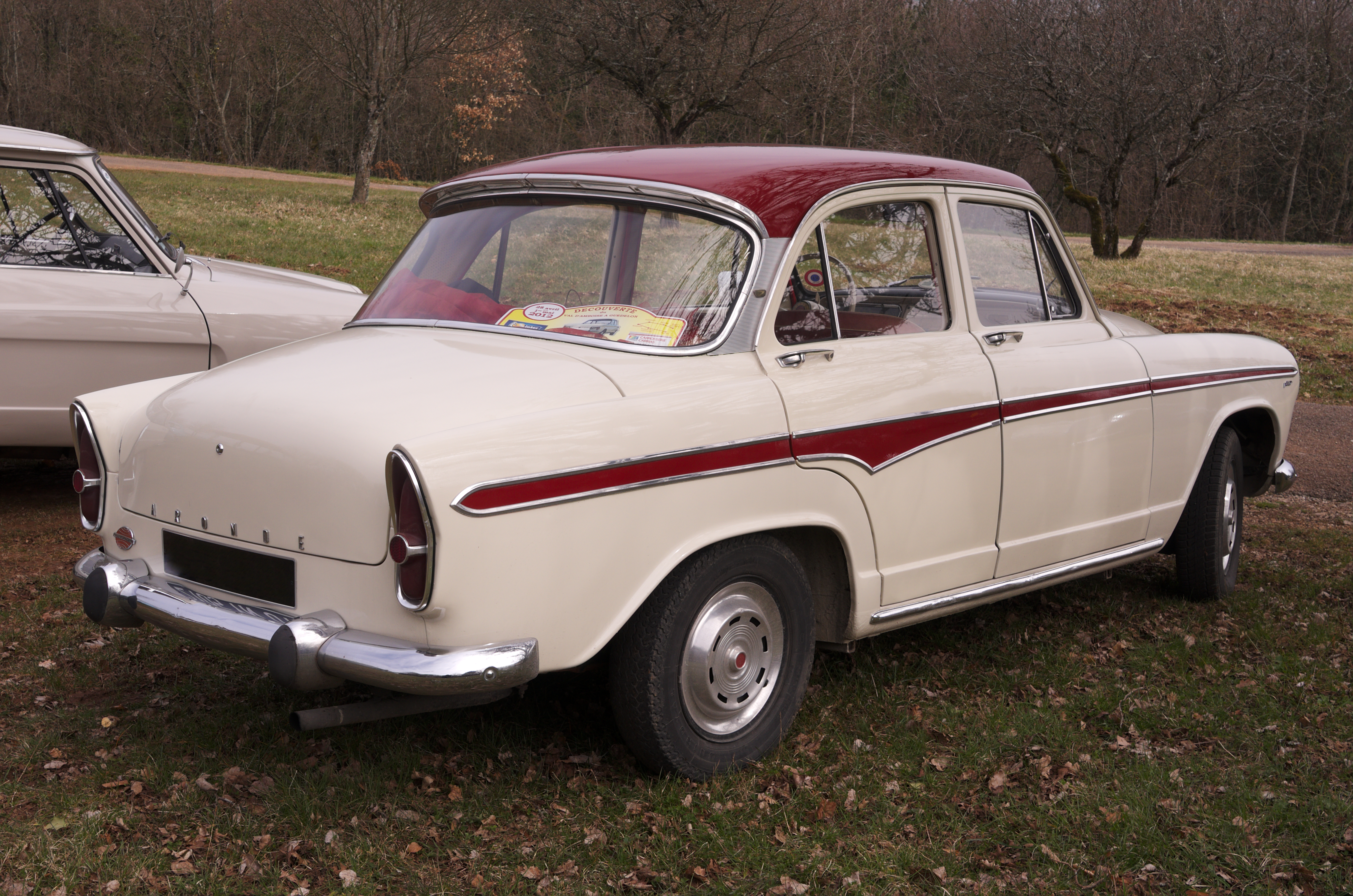
Simca Aronde sedã de 4 portas (P60)
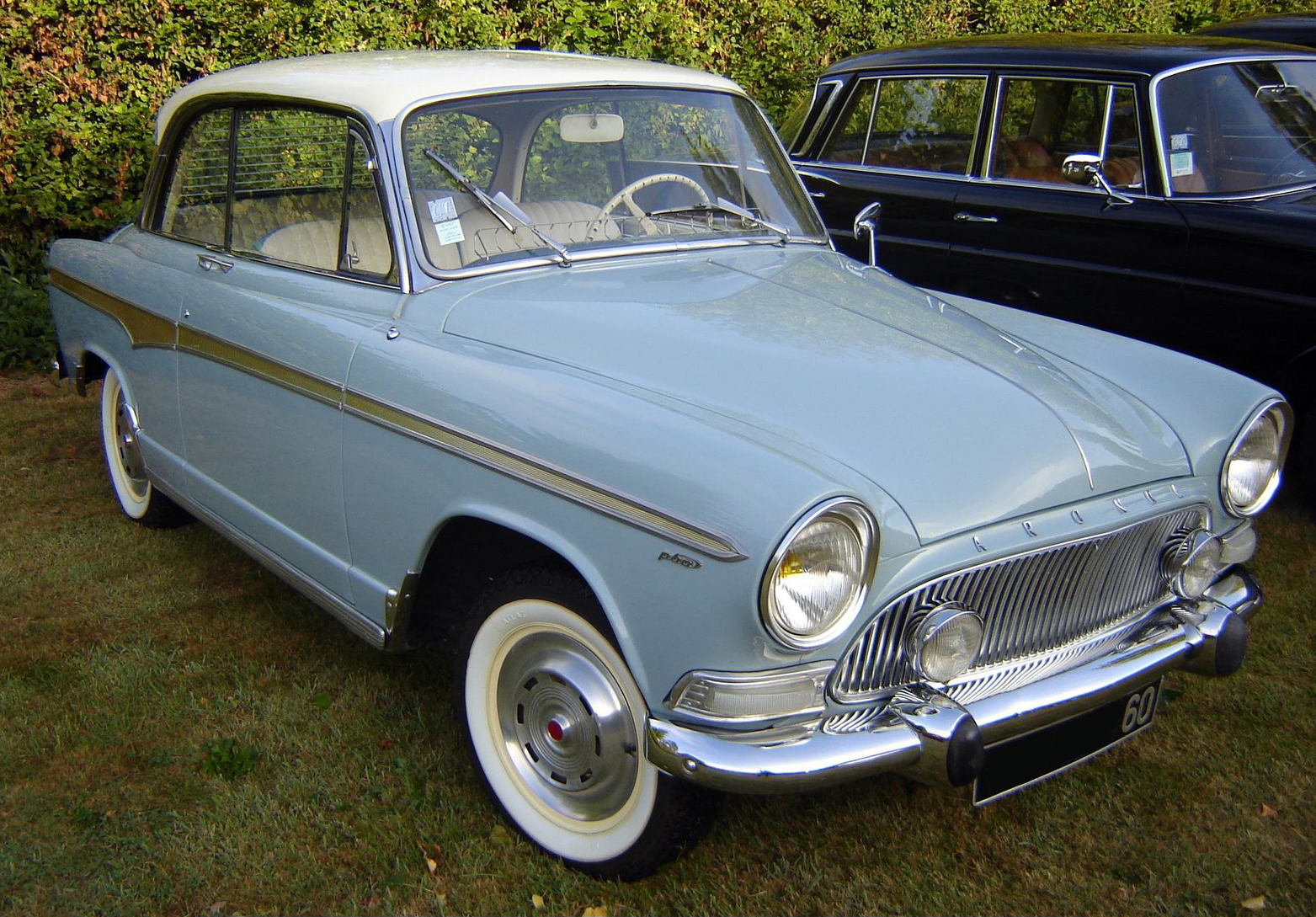
Simca Aronde Monaco sedã de 2 portas sem pilar (P60), promovido em alguns mercados como um cupê de teto rígido
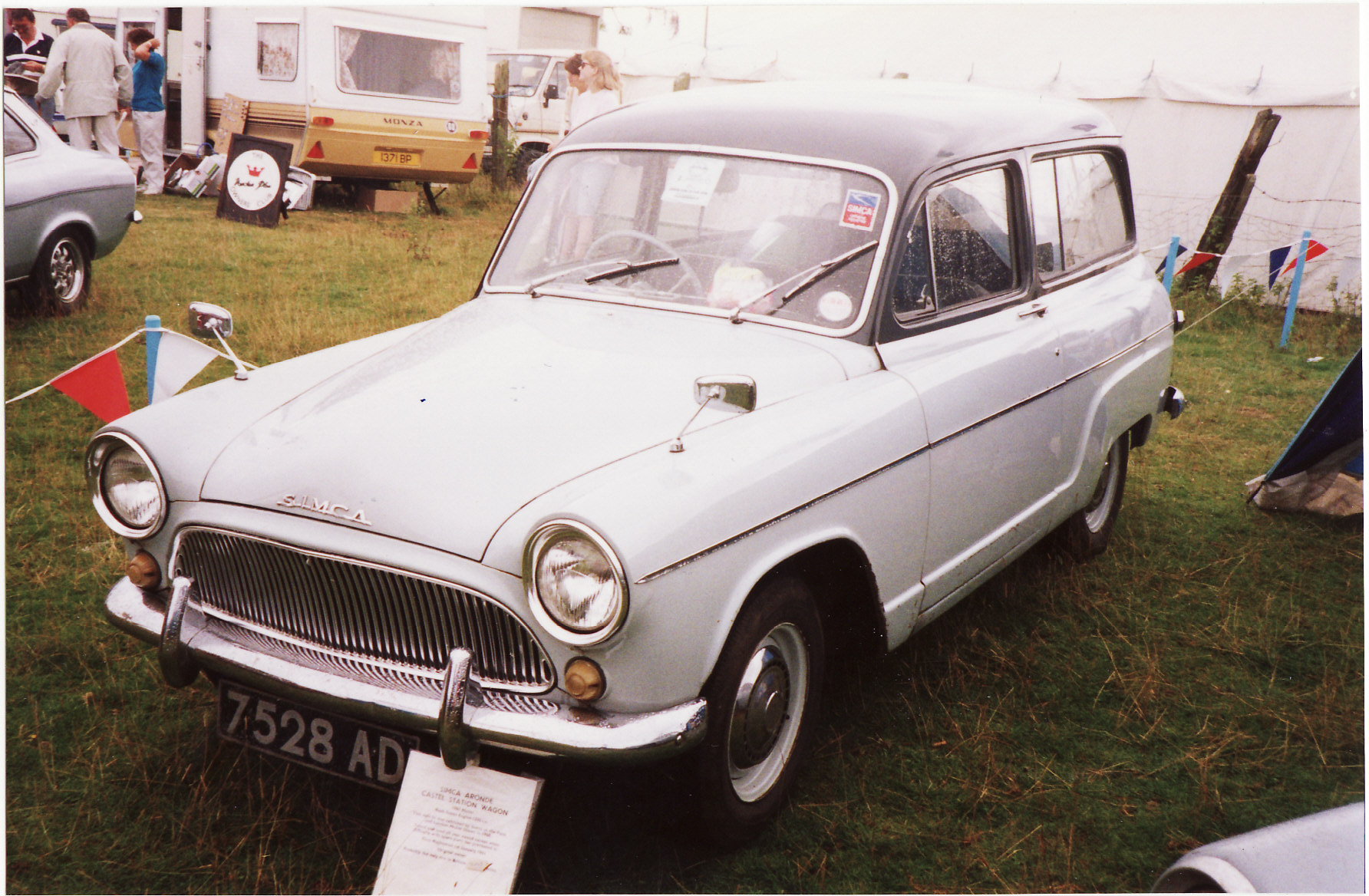
Simca Aronde Castel perua de 3 portas (P60)
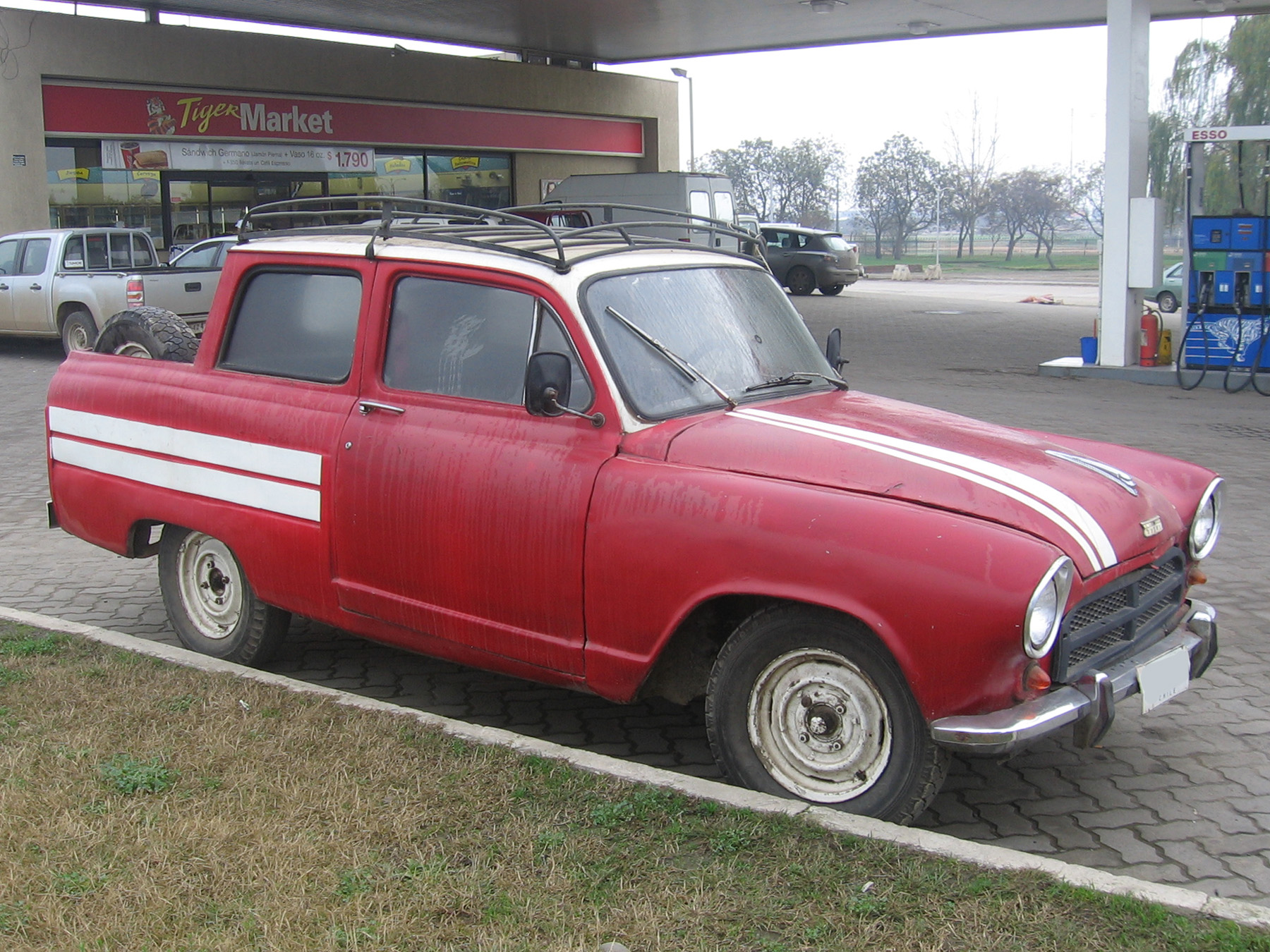
Simca Aronde P60 Intendante 1300 Cab